# Deutenkofen
Deutenkofen ist ein Gemeindeteil der Gemeinde Adlkofen im niederbayerischen Landkreis Landshut.

## Lage
Das Dorf Deutenkofen liegt etwa einen Kilometer nördlich von Adlkofen im Isar-Inn-Hügelland.

## Geschichte
Urkundlich erwähnt ist Deutenkofen 864 als „Dentinchoba“. Die Kirche wurde 1444 gebaut. Augustin Paumgartner, Kanzler des bayerischen Herzogs, war im 16. Jahrhundert Eigentümer der Hofmark Deutenkofen. Er erbaute das Schloss, wohnte aber nie darin. Seinen Wohnsitz hatte er im Papenbergerhaus in Landshut. Er verstarb 1599. 1729 erwarb Sigmund Freiherr von Hegnenberg Dux die Hofmark Deutenkofen durch Heirat. Deutenkofen war bis 1848 Herrschaftssitz mit Gericht. Im Zuge der Revolution von 1848 wurde die Grundherrschaft aufgelöst. Damit verlor die Hofmark Deutenkofen ihre Eigenständigkeit.  Die Orte Weiher, Mühlmann, Kalteneck, Brunn und Blumberg gehörten damals zu Deutenkofen. 1971 wurde Deutenkofen im Zuge der Gebietsreform in Bayern Teil der Gemeinde Adlkofen.
Im Februar 1945 waren in Adlkofen und Deutenkofen 100 Flüchtlinge eines Pflegeheims aus Tormersdorf in Niederschlesien angekommen, von denen 67 ihre letzte Ruhe in Adlkofen fanden, wo ein Gedenkstein daran erinnert.
Schreibweisen von Deutenkofen im Laufe der Geschichte:
| - 864 Dentinchoba - 1325 Tawtenchoven | - 1355 Taotenchofen - 1428 Teytenkofen | - 1467 Teittenkofen - heute Deutenkofen |

## Politik

### Bürgermeister
Von 1900 bis 1971 hatte die Familie Seisenberger das Bürgermeisteramt inne. Mathias Seisenberger war bis zur Gemeindegebietsreform 1971 der letzte Bürgermeister Deutenkofens
Ehemalige Bürgermeister:
| Amtszeit | Bürgermeister                |
| -------- | ---------------------------- |
| 1900–?   | Seisenberger (Großvater)     |
| ?        | Seisenberger (Sohn)          |
| bis 1971 | Mathias Seisenberger (Enkel) |

## Wirtschaft
Der Bezirk Niederbayern unterhält seit 1957 den bereits seit 1950 von der Staatlichen Lehr- und Forschungsanstalt für Gartenbau Freising-Weihenstephan im Ortsteil Deutenkofen betriebenen Lehr- und Beispielbetrieb für Obstbau. Dieser ist dem Agrarbildungszentrum Landshut-Schönbrunn angegliedert. Auf 22 ha stehen zirka 18.000 Bäume. Es werden 550 Sorten einheimischer Obstarten kultiviert.
Früher gab es auch einmal eine Brauerei. Hiervon ist allerdings nur noch eine Bauruine übrig.
Die Bodenrichtwerte 2011/2012 in Deutenkofen sind wie folgt:
- Wohnbauflächen / ausgewiesene Baugebiete: € 65,--
- baureifes Land / unbeplanter Innenbereich: € 65,--
- Ackerland: € 6,--

### Abwasserentsorgung
In Deutenkofen (Ausbaugröße in Einwohnern: 150) wird eine kommunale Kläranlage betrieben.

### Hochwasserschutz
Ende 2013 wurde die Vorbereitung der Ausschreibungen für Rückhaltebecken im Bereich Birnkofen und Deutenkofen vergeben.

## Sehenswürdigkeiten

### Baudenkmäler
Siehe auch: Liste der Baudenkmäler in Deutenkofen
Katholische Kirche Bekehrung des Heiligen Paulus
Bei dieser Saalkirche handelt es sich um eine spätgotische Anlage, deren Bau um 1444 vom Erbmarschall in Bayern Caspar I. Pfäffinger und seiner Frau Elisabeth Pfaffinger begonnen wurde. Der Kuppelturm und die angebaute Sakristei sind barocken Stils. Wohl um 1730 wurde das Innere der Kirche barockisiert. Der Hochaltar datiert aus dieser Zeit. Er stellt mit der Szene einer Himmelserscheinung vor den Toren Damaskus die Bekehrung des Christenverfolgers Saulus dar und ferfügt über eine figurenreiche spätgotische Schreingruppe. Sie ist gegliedert durch Lisenen und Dachfries am Chor.
Die Kirche ist im Besitz des Bezirks Niederbayern. Im Landkreis Landshut gibt es nur noch eine weitere Kirche und in der Diözese Regensburg sind es drei Kirchen mit dem Patrozinium Pauli Bekehrung. Die beiden anderen Kirchen sind die Wallfahrtskirche in Haader und die Filialkirche in Hailing (Leiblfing), die beide im Landkreis Straubing-Bogen liegen.
Ehemaliges Schloss

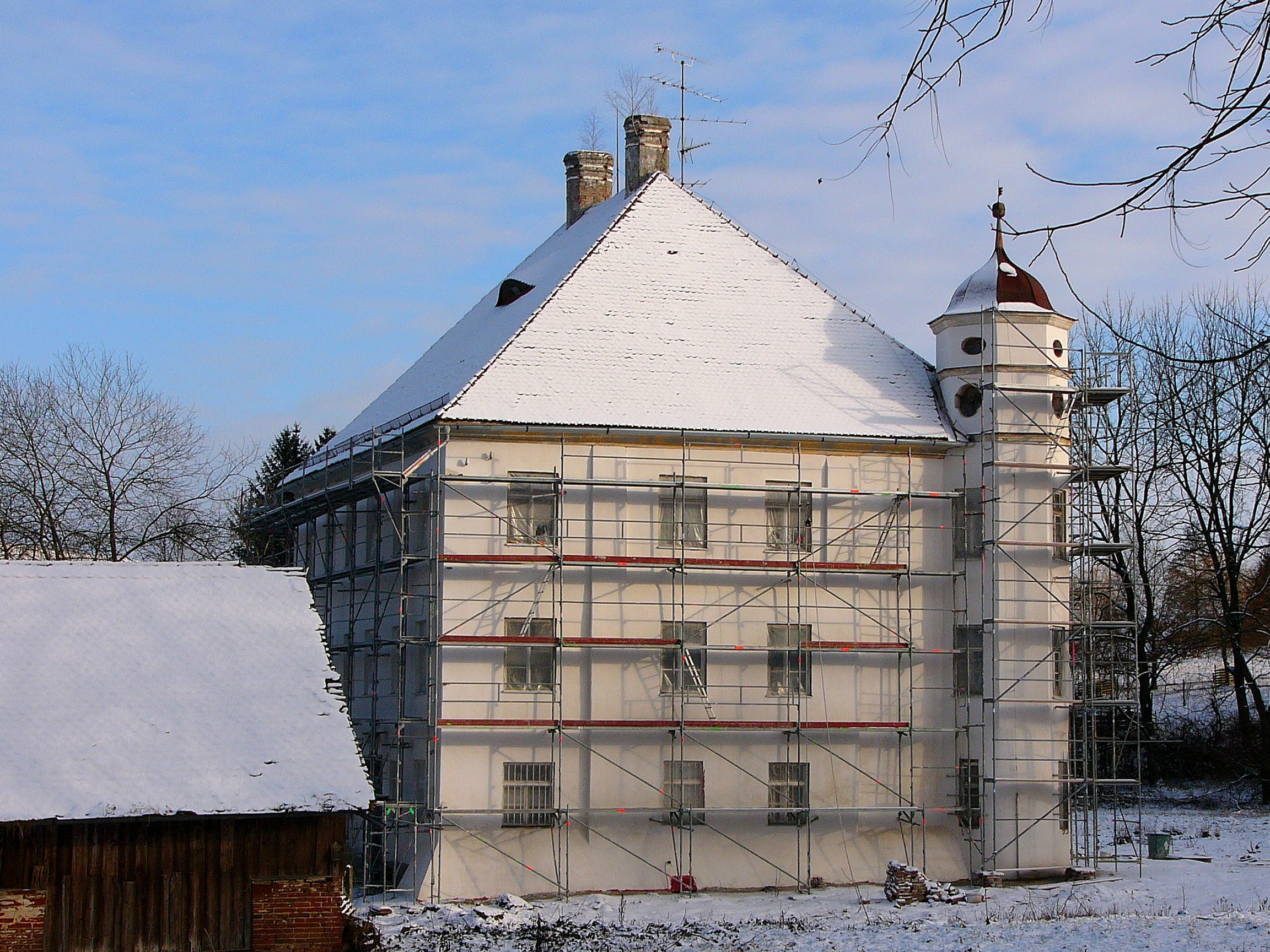
Schloss Deutenkofen

Bei dem Gebäude handelt es sich um einen Spätrenaissancebau, der Anfang des 17. Jahrhunderts errichtet wurde. Das Schloss ist dreistöckig und wurde in Rechteckform mit Walmdach ausgeführt. Die Südseite zeichnen zwei kleine runde Ecktürme aus mit einem achteckigen Oberbau. Die flankierenden Nebengebäude wurden eingeschossig aus Ziegelstein mit Satteldach errichtet. Ebenso aus Ziegelstein mit Satteldach wurden die erhaltenen Gebäude des ehemaligen dreiflügeligen Wirtschaftshofs (Nord- und Ostflügel) gebaut. Nebengebäude wie Wirtschaftshof stammen aus dem 18./19. Jahrhundert.

### Naturdenkmäler
Eiche in Deutenkofen
Derzeit läuft ein Verfahren beim Landratsamt Landshut zur Aufhebung dieses Naturdenkmals.
Kastanienallee (aufgehoben am 20. März 2014)
Mit Verordnung des Landratsamtes Landshut vom 19. März 2014 wurde das seit 22. Oktober 1937 bestehende Naturdenkmal „Kastanienallee“ aufgehoben. Heute ist es Teil des Naturdenkmals „Schlosspark Deutenkofen“.
Schlosspark Deutenkofen
Mit Verordnung des Landratsamtes Landshut vom 19. März 2014 wurde der Baumbestand im südlichen Teil des Schlossparks Deutenkofen zusammen mit der seit 1937 als Naturdenkmal ausgewiesenen Schlossallee als „Schlosspark Deutenkofen“ zum Naturdenkmal erklärt. Geschützt wird ein geschlossenes Baum- und Gehölzensemble, welches unter anderem aus  Kastanie, Schwarznuss und Hainbuche besteht. Das Areal umfasst etwa 1,05 ha.

## Veranstaltungen
Der Lehr- und Beispielbetrieb für Obstbau veranstaltet jährlich im Mai sein Blütenfest und im Herbst eine Obstsortenausstellung.

## Vereine
Deutenkofen hat eine eigene Freiwillige Feuerwehr.